# Francis Thompson (Regisseur)
Francis Thompson (* 3. Januar 1908 in Titusville, Pennsylvania; † 26. Dezember 2003 in New York City) war ein US-amerikanischer Filmregisseur, Filmproduzent und Drehbuchautor, der bei den 38. Academy Awards 1966 für seinen Film To Be Alive! mit einem Oscar ausgezeichnet wurde.

## Biografie
Francis Thompson war laut Patrick Healy, eines Kritikers der New York Times, ein Filmemacher, dessen Multiscreen-Dokumentationen den Weg für überlebensgroße IMAX-Filme ebneten. Thompson produzierte und inszenierte während seiner 50-jährigen Filmkarriere Filme, die von abstrakten experimentellen Stücken bis hin zu großen Epen übers Fliegen reichten.
Nachdem Thompson 1950 mit der Kurzdokumentation Women of Tomorrow ins Filmgeschäft eingestiegen war, inszenierte er 1957 den Film NY, NY, in dem einen Tag lang ein abstrahierter Blick auf das Leben in New York geworfen wird. Er nutzte dazu spezielle Linsen, Prismen und Spiegel, was dem Film einen leicht kubistischen Hauch mit einem Anflug von Dadaismus gibt.
Einen Oscar in der Kategorie „Bester Dokumentar-Kurzfilm“ bekam Thompson für seine Dokumentation To Be Alive!, die ursprünglich auf drei Leinwänden lief und einen Einblick in das Leben von Kindern in Afrika, Europa, Asien und Amerika gibt. Er produzierte den Film in Zusammenarbeit mit seinem langjährigen Partner Alexander Hammid. Gezeigt wurde er 1964/1965 auf der New York World’s Fair in New York. In der Folgezeit schufen beide weitere IMAX-Filme. Für die Kurzdokumentation City Out of Wilderness, einen Abriss über die Geschichte und Entwicklung der Stadt Washington, erhielt Thompson 1975 letztendlich nicht den Oscar, aber eine Nominierung. Mit der Kurzfilm-Dokumentation On the Wing, einem IMAX-Film, der die Prinzipien des Tierflugs demonstriert, um die frühe Geschichte des bemannten Fluges aufzugreifen, drehte Thompson 1986 seinen letzten Film.
Thompson, der Mitglied der Directors Guild of America war, zog sich 1987 aus dem Filmgeschäft zurück und verbrachte seine letzten Lebensjahre damit, zu malen und Collagen zu erschaffen, wobei er die Möglichkeiten, die Fotokopierer boten, nutzte. 95-jährig starb er 2003 im Mount Sinai Hospital in New York an den Folgen einer Lungenentzündung.

## Filmografie (Auswahl)
- 1950: Women of Tomorrow (Dokumentar-Kurzfilm; Regie)
- 1957: N. Y., N. Y. (Kurzfilm; Regie, visuelle Effekte und Kamera)
- 1959: From Generation to Generation (Dokumentar-Kurzfilm; Regie)
- 1961: The Sand Castle (Spezialeffekte)
- 1964: To Be Alive! (Dokumentar-Kurzfilm; Regie, Produktion, Autor, Kamera)
- 1964: To the Fair! (Dokumentar-Kurzfilm; Produzent)
- 1967: We Are Young (Kurzfilm; Regie)
- 1976: To Fly! (Dokumentar-Kurzfilm; Drehbuchautor)
- 1979: City Out of Wilderness (Dokumentar-Kurzfilm; Produzent)
- 1979: Living Planet (Dokumentar-Kurzfilm; Produzent)
- 1982: The Quiet Collector: Andrew Mellon Remembered (Ausführender Produzent)
- 1982: Energy! Energy! (Dokumentar-Kurzfilm; Regie)
- 1986: Frescoes of Diego Rivera (Video-Dokumentar-Kurzfilm; Ausführender Produzent)
- 1986: On the Wing (Kurzdokumentation; Regie, Produzent)

## Auszeichnungen
- Internationale Filmfestspiele von Cannes: Gewinner in der Kategorie Kurzfilm mit N.Y., N.Y. (1957)
in Verbindung mit Zmiana warty (1959)
- 1960: Oscarnominierung mit dem kurzen Dokumentarfilm From Generation to Generation
- 1966: Oscargewinner mit dem Film To Be Alive!
- 1975: Oscarnominierung mit dem Film City Out of Wilderness